# FIFA 2001
FIFA Football 2001, även känt som FIFA 2001: Major League Soccer och FIFA World Championship, är ett fotbolls-datorspel utvecklat av EA Canada och utgivet av Electronic Arts i september 2000. Det är det sjunde spelet i EA Sports FIFA-serie. Spelet introducerade en ny spelmotor, genom vilken spelarna kunde röra sig mer realistiskt och spelschemat var mer variabelt.
FIFA Football 2001 tillhandahåller ett stort antal olika spelalternativ, inklusive en enkel spelare-kampanj, turneringar, liga-spel och multiplayer-lägen. Spelet innehåller över 250 olika lagen från mer än 20 olika länder, inklusive alla lag i Major League Soccer (MLS) i USA. Spelet har också ett stort antal spelarenheter, inklusive olika spelare från olika länder och ligor.
FIFA Football 2001 mottog generellt positiva recensioner från spelkritiker och såldes bra världen över. Det anses av många vara ett av de bästa fotbollsspelen någonsin gjorda och det hjälpte till att öka populariteten för EA Sports FIFA-serie ytterligare.

### Fotnoter
1. ↑  ”FIFA 2001” (på engelska). FIFA Football Gaming wiki. https://fifa.fandom.com/wiki/FIFA_2001. Läst 4 januari 2023.
2. 1 2  ”FIFA 2001 Download” (på engelska). GameFabrique. https://gamefabrique.com/games/fifa-2001/. Läst 4 januari 2023.